# Pappi und Mammi
Pappi und Mammi és una obra de 1922 de l'artista George Grosz que pertany a la seua sèrie Ecce Homo.
L'obra 'Pappi und Mammi' és la cinquena aquarel·la de la sèrie Ecce Homo i és un descarnat relat visual de la vida grotesca en el Berlín de postguerra. Representa una escena de bordell i en ella, des del punt de vista compositiu i estilístic, es reconeixen els elements que caracteritzen l'obra de Grosz. En primer lloc, la crítica social que tanca aquesta imatge no es reduïx només al tema, sinó que la imprimix també en i a través dels rostres dels personatges. A més, la seua observació crítica d'aquesta realitat, que transformava en instrument d'eficaç atac, i el verisme amb què la traduïx queda fixada, en particular, en els detalls de les escenes: què ocorre amb la mà dreta de la dona i la camisa voluminosa de l'home.
S'afig el característic recurs compositiu ideat per Grosz, basat en l'estratificació espacial, en què les distintes accions contingudes en cada imatge, com ocorre en este cas, s'interpenetren. Així, sense gaires referències, l'espai ocupat per la prostituta i el client es veu contaminat amb la visió d'eixes dos figures en el llit.
El color de l'aquarel·la li permet insistir en els aspectes sarcàstics (les natges roses de la dona, les taques de la camisa d'ell o el seu nas roig), així com crear des del verisme eixa suspensió entre realitat i son.